# ورزشگاه پارک صد ساله
ورزشگاه پارک صد ساله (به انگلیسی: Centennial Park Stadium) یک ورزشگاه در کانادا است که در انتاریو واقع شده‌است.